# Sordariàcies
Sordariaceae és una família de fongs amb periteci dins l'ordre Sordarials.
Aquesta família inclou l'important organisme model Neurospora crassa que es fa servir en la recerca en genètica molecular. Altres membres de la família són el llevat Neurospora sitophila i espècies que viuen a la femta o en parts dels vegetals en descomposició.
Les sordariàcies tenen ascomata foscos normalment amb ostíols i ascs cilíndrics no tunicats. les seves ascòspores són de marrons a negres, sovint amb una coberta gelatinosa.

## Gèneres
- Cainiella
- Copromyces
- Effetia
- Gelasinospora
- Guilliermondia
- Neurospora
- Pseudoneurospora
- Sordaria
- Stellatospora

Els Gelasinospora es poden incloure dins Neurospora.